# Ullswater 'Steamers'
La Ullswater 'Steamers' est une compagnie maritime privée qui offre des voyages d'agrément sur le lac d'Ullswater en Angleterre du Nord-Ouest, dans le Parc national du Lake District.
Elle est basée à Glenridding dans le comté de Cumbria. Fondée en 1855, elle exploite actuellement cinq navires à passagers sur plusieurs quais du lac. Le plus ancien bateau de sa flotte avait été lancé en 1877.

## Histoire
La société a été fondée sous le nom de Ullswater Steam Navigation Company en 1855. À l'origine, elle servait à la liaison entre le village de Pooley Bridge (en) et la Greenside Mine (en) pour le transport des ouvriers, des marchandises et du courrier.
Le 13 août 1859, le premier navire construit à cet effet fut le bateau à roues à aubes Enterprise. En 1877, la société a lancé le ferry Lady of the Lake, qui a été rejoint en 1889 par le Raven. Les deux sont encore en service. En 1900, la société a été rebaptisée la Ullswater Navigation and Transit Company. Dans les années 1930, la société a reconverti ses deux navires bateaux à vapeur avec des moteurs diesel. En 1954, Sir Wavell Wakefield a acheté une participation dans la Ullswater 'Steamers' pour empêcher la liquidation de la société. L'entreprise est toujours propriété de la famille de Lord Wakefield.
En 2001, l'entreprise a commencé l'exploitation des traversées en hiver ; il n'avait 
auparavant opéré qu'uniquement durant la saison touristique estivale. Entre les années 2001 et 2010, trois autres navires ont été acquis : Lady Dorothy, Lady Wakefield et Western Belle. Ils ont été transportés vers le lac par la route. En 2015, un nouveau quai a été ouvert par la société à la chute d'eau Aira Force (en).

## Flotte actuelle

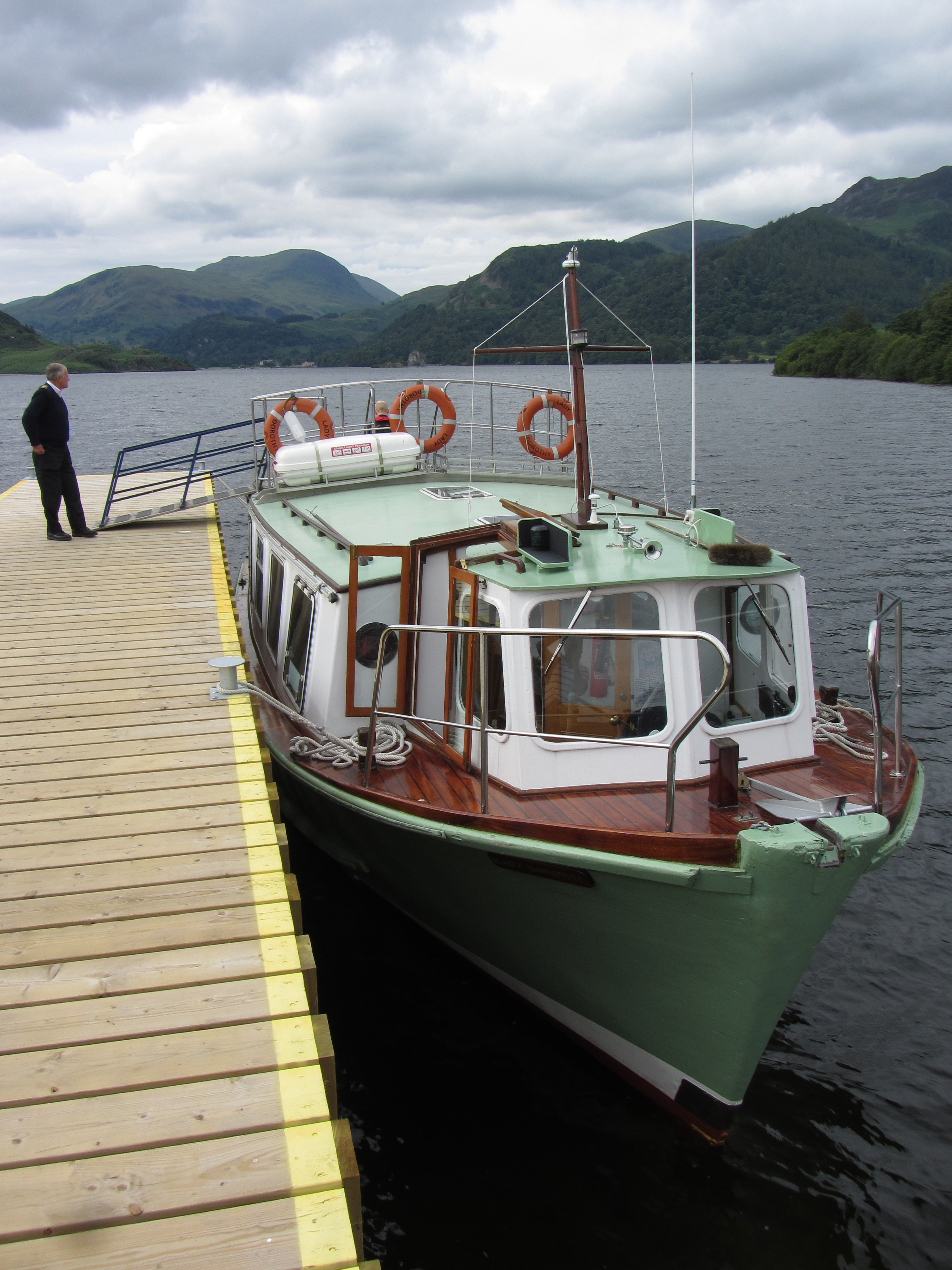
Lady Darothy

Ullswater 'Steamers' exploite actuellement une flotte de cinq navires à partir de quatre jetées sur le lac Ullswater à Glenridding, Pooley Bridge, Howtown et Aira Force. Deux lignes sont exploitées, principalenment la liaison entre les deux extrémités du lac et une seconde liaison plus courte reliant Glenridding et Aira Force. La fréquence de service varie en fonction de la période de l'année et, en plus de ses services passagers réguliers, les navires de la compagnie peuvent être loués pour des réceptions privées et des croisières sur Ullswater.
La société des steamers est en relation avec le Ravenglass and Eskdale Railway, à 7 miles (11,3 km), un chemin de fer touristique qui opère sur le côté ouest du Lake District. Les deux sociétés font partie du groupe Lake District Estates, qui possède également plusieurs propriétés touristiques dans la région, contrôlée par les descendants de Lord Wakefield.
Les navires de la flotte sont maintenus sur un slipway situé au Waterside Camping :
- Navires enregistrés au National Historic Ships et au National Historic Fleet
  - MY Lady of the Lake (1877) - 110 passagers
  - MY Raven (1899) - 150 passagers
  - MV Western Belle (1935) - 100 passagers
- Navire enregistré au National Historic Ships
  - Lady Wakefield (1949) - 90 passagers
- Navire non classé au patrimoine maritime britannique
  - Lady Dorothy ( ? ) - 40 passagers